# 弗朗齐歇克·昆佐
弗朗齐歇克·昆佐（1954年9月17日—），斯洛伐克男子足球运动员，司职后卫。他曾代表捷克斯洛伐克国奥队参加1980年夏季奥林匹克运动会足球比赛，获得一枚金牌。